# Nações Unidas (escola de samba)
O Grêmio Recreativo Cultural Social Escola de Samba Nações Unidas é uma escola de samba de Cubatão, atualmente esta sediada na Avenida das Nações Unidas, 610/620, no bairro Vila Nova.

## História
A Nações Unidas foi fundada em 1978, no dia da emancipação político-administrativa de Cubatão. Foi a primeira escola de samba a ser campeã num desfile oficial regulamentado pela Prefeitura Municipal de Cubatão, sendo cinco vezes campeã, nos anos de 1987, 1988, 1990, 1992 e 2004. Em 1993 conquistou o campeonato metropolitano do grupo A.
A quadra da escola funciona durante todo o ano e, seguindo diretriz de sua diretoria, vem buscando desenvolver projetos especiais, como: na área esportiva, escolinha de futsal, basquete, voleibol, atletismo e artes marciais; na área cultural, escolas de música, danças, teatro, instrumentos musicais e bateria; na área social desenvolve, junto à comunidade, atividades como cursos de computação, encanador, marcenaria, solda, caldeiraria, eletricista, alvenaria, corte e costura e bijuteria.
Com diversos problemas durante o desfile e 2010, foi penalizada e acabou em terceiro e último lugar do Carnaval.
No ano de 2011 fez um desfile de recuperação e apesar do segundo lugar resgatou a auto estima da comunidade
Em 2012, desfilou com 1200 componentes divididos em 18 alas e 3 carros alegóricos.
Em 2013, por problemas financeiros a Prefeitura da cidade de Cubatão, decidiu não realizar o desfile.
Em 2014, a escola desfilou com 1000 componentes, 4 alegorias e um tripé, e fez uma viagem pela imaginação infantil, mas com problemas em fantasias, não conquistou o título.

### Presidentes
| Presidente            | Período              | Ref.  |
| --------------------- | -------------------- | ----- |
| Pedro Dias de Assis   |                      | [ 2 ] |
| Paulo Libório         | 2009                 |       |
| Fábio Patrocínio Rosa | 2011                 |       |
| João Bispo            | 2011 - abril de 2015 | [ 4 ] |
| Thiago Oliveira       | abril de 2015 - 2018 |       |

### Diretores
| Ano  | Diretor de Carnaval | Diretor geral de harmonia | Mestre de bateria | Ref.  |
| ---- | ------------------- | ------------------------- | ----------------- | ----- |
| 2009 | Roberto do Amaral   |                           | Madeira           | [ 5 ] |
| 2016 | Alexandre Campos    |                           | Mestre Madeira    |       |

### Coreógrafo
| Ano       | Nome                             | Ref.  |
| --------- | -------------------------------- | ----- |
| 2009-2014 | Veronildo "Verô"                 | [ 5 ] |
| 2015      | Elson Pimentel e Otávio Henrique |       |
| 2016      | Elson Pimentel                   |       |

### Casal de Mestre-sala e Porta-bandeira
| Ano  | Nome                                | Ref.  |
| ---- | ----------------------------------- | ----- |
| 2009 | Evandro e Elisa                     | [ 5 ] |
| 2011 | Sergio e Suzana                     |       |
| 2012 | Sergio e Suzana                     |       |
| 2014 | Sergio e Suzana                     |       |
| 2015 | Sérgio e Suzana                     |       |
| 2016 | Sergio e Suzana / Wilian e Geovanna |       |

### Rainhas de bateria
| Período   | Nome             | Ref.  |
| 2014      | Henelizze Santos | [ 6 ] |
| 2015-2016 | Kauani Castro    | [ 7 ] |

## Carnavais
| Ano  | Colocação Cubatão   | Colocação Santos | Grupo Santos                           | Enredo | Carnavalesco                                   | Intérprete                    | Ref                  |
| 1979 |                     |                  |                                        | Amazônia |                                                |                               |                      |
| 1980 |                     |                  |                                        | CARNAVAL 2001 - UMA ODISSÉIA NO ESPAÇO |                                                |                               |                      |
| 1981 |                     |                  |                                        | LEI ÁUREA, DO CATIVEIRO À LIBERTAÇÃO GERAL |                                                |                               |                      |
| 1982 |                     |                  |                                        | BELEZAS DA BAHIA |                                                |                               |                      |
| 1983 | 2o.                 |                  |                                        | EXALTAÇÃO À CUBATÃO |                                                |                               |                      |
| 1984 | 5o.                 |                  | Grupo 1 Guarujá                        | |                                                |                               |                      |
| 1985 |                     |                  |                                        | |                                                |                               |                      |
| 1986 | 3o.                 |                  |                                        | SONHO DE UM MALANDRO OU ILUSÃO DE UM VIVENTE |                                                |                               |                      |
| 1987 | Campeã              |                  |                                        | CULTURA E ARTE |                                                |                               |                      |
| 1988 | Campeã              |                  |                                        | Transformando Lixo em Ouro |                                                |                               |                      |
| 1989 | Não ocorreu desfile |                  |                                        | |                                                |                               |                      |
| 1990 | Campeã              |                  |                                        | Todo Ano Tem |                                                |                               |                      |
| 1991 | 2o.                 |                  |                                        | N.U., Improviso |                                                |                               |                      |
| 1992 | Campeã              | 5o.              | grupo 2                                | Brasil com Z |                                                |                               |                      |
| 1993 | Campeã              | campeã           | Santos (grupo 2)                       | Canhões de Guararapes |                                                |                               |                      |
| 1994 |                     |                  |                                        | Improviso NU |                                                |                               |                      |
| 1995 | Nao desfilou        |                  | Santos grupo 1                         | Senta que o Leão é manso |                                                | Chaminé                       | [ 8 ]                |
| 1996 | Campeã              |                  |                                        | As aparências enganam |                                                |                               |                      |
| 2000 | vice-campeã         |                  |                                        | Da trilha dos tupiniquins ao Calçãdão do Lorena: bravos colonizadores | Valter Dias                                    |                               |                      |
| 2001 | Sem Concurso        |                  |                                        | Homenagem a Dácio Sanches |                                                |                               |                      |
| 2002 | Sem Concurso        |                  |                                        | Roberto Dick, um baluarte do esporte na avenida |                                                |                               |                      |
| 2003 | Sem Concurso        |                  |                                        | No Tititi da CPI a impunidade está ai |                                                |                               |                      |
| 2004 | Campeã              |                  |                                        | A viagem imaginária de Zé Carioca a Gothan City |                                                |                               |                      |
| 2005 | Vice-campeã         |                  |                                        | Respeitável Público: o Circo Chegou! Viva o Circo! |                                                |                               |                      |
| 2006 | vice-campeã         |                  |                                        | Bruxarias, Magos, Lendas e Crenças |                                                |                               |                      |
| 2006 | 9º lugar            |                  | Carnaval Metropolitano de Praia Grande | Bruxarias, Magos, Lendas e Crenças | Comissão de Carnaval                           |                               |                      |
| 2007 | Vice-campeã         |                  |                                        | |                                                |                               |                      |
| 2008 | Vice-campeã         |                  |                                        | Agenda 21 – Uma Utopia que Virou Realidade – A Cidade que Queremos | Wagner Santos                                  |                               |                      |
| 2009 | Vice-campeã         |                  |                                        | No mundo de fantasia, sou Nações e vou brincar | Camilo Martins, Sueli, Rita, Mazinho e Ricardo | Gordo, Zumbi, Vantuil, Felipe | [ 5 ]                |
| 2010 | 3º lugar            |                  |                                        | Kuarup, uma festa de vida ou morte no alto do Xingu | Comissão de Carnaval                           |                               |                      |
| 2011 | Vice-campeã         |                  |                                        | Astecas - O Império do Sol | Comissão de Carnaval                           |                               |                      |
| 2012 | Vice-campeã         |                  |                                        | Miscigenação: A força e a voz de um povo Compositores:Joãozinho, Fernando Negrão, Gustavo Santos e Imperial. Intérpretes:Joãozinho da Brasil, Zumbi, Peba, Fernando Negrão, Gustavo Santos e Christian. | Arnaldo Motta                                  |                               | [ 9 ]                |
| 2013 | Não houve desfile   |                  |                                        | Levanta, sacode a poeira e dá a volta por cima |                                                |                               |                      |
| 2014 | 3º lugar            |                  |                                        | Nações Unidas no encanto da magia dos brinquedos e brincadeiras |                                                |                               | [ 10 ] [ 11 ] [ 12 ] |
| 2015 | 3º lugar            |                  |                                        | Da criação do universo aos elementos da vida. Por um mundo melhor, preservar é a saída. | Michael Hermann                                |                               |                      |
| 2016 | Sem Concurso        |                  |                                        | Madeira de Lei é João | Michael Hermann                                |                               | [ 14 ] [ 15 ]        |
| 2019 | Não houve desfiloe  |                  |                                        | ALÁFIÀ - A Saga dos Heróis dos dois Mundos - Negra Bravura, Negra Vitória, Negra Alvorada. (Compositores: Edson Dafféh, Celsinho Mody e Rodrigo Jacopetti)                                              | Michael Hermann                                |                               |                      |

## Títulos
Campeã em 1987, 1988, 1990, 1992, 1993 e 2004.